# 1784-es busz
Az 1784-es jelzésű autóbusz országos autóbuszjárat volt, ami Veszprémet kötötte össze Esztergommal.
Útvonalának hossza 153,1 km, menetideje Esztergom felé 3 óra 21 (201 perc) perc, Veszprém felé 3 óra 20 (200 perc) perc volt.
Naponta egy járatpár szállította az utasokat.
A 2024. december 15-ei menetrendváltással a Volánbusz Zrt. megszüntette az autóbuszvonalat.

## Megállóhelyei
| 0  | Veszprém, autóbusz-állomás végállomás | 36 | 1, 2, 3, 4, 4A, 7, 7A, 10, 12, 13, 22, 22A, 23, 23H, 23U, 47 1189, 1212, 1215, 1216, 1229, 1510, 1513, 1529, 1564, 1592, 1593, 1625, 1631, 1658, 1708, 1709, 1710, 1720, 1722, 1731, 1732, 1735, 1736, 1740, 1742, 1758, 1806, 1808, 1823, 1846, 1853 5449, 7033, 7300, 7301, 7302, 7303, 7304, 7305, 7306, 7307, 7309, 7311, 7313, 7314, 7315, 7316, 7317, 7318, 7319, 7320, 7321, 7322, 7323, 7324, 7325, 7326, 7332, 7333, 7335, 7338, 7341, 7342, 7344, 7345, 7346, 7350, 7352, 7353, 7355, 7358, 7360, 7361, 7363, 7364, 7366, 7367, 7369, 7370, 7376, 7381, 7383, 7386, 7388, 7391, 7395, 7396, 7398 |
| 1  | Veszprém, bv. intézet                 | 35 | 23, 23H, 23U, 25 7033, 7300, 7301, 7302, 7303, 7304, 7305, 7306, 7307, 7308, 7309 |
| 2  | Veszprém (Gyulafirátót), ABC          | 34 | 23, 23H, 23U, 25 1592, 1631, 1708, 1709, 1710 7033, 7300, 7301, 7302, 7303, 7304, 7305, 7306, 7307, 7308, 7309 |
| 3  | Eplény, autóbusz-váróterem            | 33 | 1592, 1631, 1708, 1709, 1710 7033, 7300, 7301, 7302, 7303, 7304, 7305, 7306, 7307, 7308 |
| 4  | Zirc, Rákóczi tér                     | 32 | 1, 2, 3 1251, 1592, 1631, 1708, 1709, 1710, 1809, 1846 7033, 7300, 7301, 7302, 7303, 7304, 7305, 7306, 7307, 7308, 7400, 7405, 7406, 7410, 7412, 7413, 7416, 7418, 7420, 7426, 7437, 7922, 8373 |
| 5  | Nagyesztergár, óvoda                  | 31 | 1251, 1809, 1846 7303, 7304, 7305, 7308, 7405, 7406, 7410, 7412, 7413, 7416, 7437, 8373 |
| 6  | Dudar, vásártér                       | 30 | 1251, 1809, 1846 7033, 7301, 7303, 7304, 7305, 7308, 7405, 7406, 7410, 7412, 7413, 7416, 7437, 8373 |
| 7  | Dudar, alsó                           | 29 | 1251, 1809 7033, 7301, 7303, 7305, 7308, 7405, 7406, 7410, 7412, 7413, 7416, 8373 |
| 8  | Csetény, orvos lakás                  | 28 | 1251, 1809, 1846 7303, 7308, 7406, 7410, 7412, 7413, 7416, 8373 |
| 9  | Csetény, Petőfi út 77.                | 27 | 1251, 1809 7303, 7308, 7406, 7410, 7412, 7413, 7416, 8373 |
| 10 | Szápár, bejárati út                   | 26 | 1251, 1809, 1846 7303, 7308, 7410, 7412, 7413, 7501, 8373 |
| 11 | Bakonycsernye, Súri út                | 25 | 1251, 1809 7303, 7410, 8093, 8370, 8373, 8384 |
| 12 | Bakonycsernye, Bercsényi utca         | 24 | 1251, 1809, 1846 7303, 7410, 8093, 8370, 8373 |
| 13 | Bakonycsernye, kisgyóni elágazás      | 23 | 1251, 1809 7303, 7410, 8093, 8370, 8373 |
| 14 | Balinka, Mecsértelep                  | 22 | 1251, 1809 8093, 8370, 8373 |
| 15 | Mór, VÉRTES Áruház                    | 21 | 1253, 1254, 1563, 1706, 1758, 1822, 1842, 1843, 1845, 1846 7021, 8001, 8096, 8097, 8354, 8355, 8360, 8365, 8370, 8373, 8381, 8624 |
| 16 | Pusztavám, bányatelepi elágazás       | 20 | 1758, 1842, 1843, 1845, 1846 8354, 8355 |
| 17 | Bokod, iskola                         | 19 | 770 1257, 1702, 1758, 1842, 1843, 1845, 1846 8354, 8464, 8560, 8562, 8570, 8574 |
| 18 | Oroszlány, posta                      | 18 | 1T, 1Y 770, 823 1257, 1702, 1758, 1842, 1843, 1845, 1846, 1852 8354, 8403, 8442, 8443, 8460, 8462, 8464, 8560, 8562, 8570, 8574, 8587 |
| 19 | Oroszlány, körforgalom                | 17 | 1T, 1Y 770, 823 1257, 1702, 1842, 1845, 1852 8354, 8403, 8442, 8443, 8460, 8462, 8464, 8560, 8562, 8570, 8587 |
| 20 | Környe, faluközpont                   | 16 | 770, 823 1257, 1702, 1758, 1824, 1840, 1841, 1842, 1843, 1845, 1846, 1848, 1851, 1852 8354, 8403, 8441, 8442, 8443, 8460, 8462, 8464, 8587, 8594 |
| 21 | Tatabánya, autóbusz-állomás           | 15 | 1, 1G, 2, 5, 5P, 6, 9, 9D, 10, 11, 15, 16, 26, 26R, 50, 55, 57 770, 804, 814, 823, 824 1702, 1758, 1824, 1840, 1841, 1842, 1843, 1845, 1846, 1848, 1850, 1851, 1852 8354, 8400, 8402, 8403, 8406, 8410, 8423, 8432, 8435, 8436, 8437, 8441, 8442, 8460, 8462, 8464, 8471, 8479 S10, G10, S12, gyorsított személyvonat, InterRégió, Arrabona InterCity, Tűztorony, Ikva, Lővér, Kékfrankos, Magnet Bank, Scarbantia, Soproni Közgáz, Savaria InterCity, Mura nemzetközi InterCity, Dráva nemzetközi InterCity, Railjet Xpress, Kálmán Imre EuroNight, Csárdás, Lehár, Liszt Ferenc és Semmelweis EuroCity, Advent EuroCity, Hortobágy EuroCity, Transilvania-Szamos EuroCity, Dacia-Corvin nemzetközi gyorsvonat |
| 22 | Tatabánya, Kodály Zoltán iskola       | 14 | 5, 5P, 6, 8, 8L, 8S, 10, 15, 16, 18, 38, 38G, 53B, 53I, 55, 57, 59B 822, 823, 824, 8406, 8410, 8423, 8432, 8435, 8436, 8437, 8442, 8443 |
| 23 | Tatabánya, sportpálya                 | 13 | 1, 1G, 4, 4E, 5, 5P, 6, 10, 11, 16, 51, 51B, 59B 822, 823, 824, 8406, 8410, 8423, 8432, 8435, 8436, 8437, 8460 |
| 24 | Tarján, autóbusz-váróterem            | 12 | 770, 786, 822, 823, 824, 8406, 8410, 8423 |
| 25 | Héreg, Új utca                        | 11 | 823, 824 |
| 26 | Bajna, faluközpont                    | 10 | 1853 777, 779, 787, 822, 823, 824, 825, 8494, 8546 |
| 27 | Bajna, híd                            | 9  | 777, 779, 787, 822, 823, 824, 825 |
| 28 | Bajna, faluközpont                    | 8  | 1853 777, 779, 787, 822, 823, 824, 825, 8494, 8546 |
| 29 | Nagysáp, Idősek Otthona               | 7  | 1853 822, 823, 824, 825, 8546 |
| 30 | Tokod, Hősök tere                     | 6  | 1853 817, 822, 824, 825, 836, 837 |
| 31 | Tokod, községháza                     | 5  | 1853 817, 822, 824, 825, 836, 837 |
| 32 | Tokodaltáró, községháza               | 4  | 1721, 1853 802, 803, 804, 808, 809, 815, 822, 823, 824, 825, 836, 837, 846 |
| 33 | Dorog, községháza                     | 3  | 1721, 1853 800, 802, 803, 804, 805, 808, 809, 815, 817, 822, 823, 824, 825, 836, 837, 845, 846, 847, 852, 853 |
| 34 | Dorog, vasútállomás                   | 2  | 1721, 1853 800, 802, 803, 804, 805, 808, 809, 815, 817, 823, 824, 825, 836, 837, 845, 846, 847, 852, 853 S72, Z72 |
| 35 | Esztergom, Kassai utca                | 1  | A, B, C 1721, 1853 800, 802, 803, 804, 805, 808, 809, 822, 823, 824, 825, 836, 837, 845, 846, 847, 852, 853 |
| 36 | Esztergom, vasútállomás végállomás    | 0  | A, B, C, G, N 1721, 1853 223, 800, 802, 803, 804, 805, 808, 809, 812, 819, 822, 823, 824, 825, 836, 837, 845, 846, 847, 852, 853, 854, 862, 863, 880 S72, Z72, S74 |